# Vysočanský pivovar
Vysočanský pivovar v Praze-Vysočanech je bývalý pivovar s čp. 1, který stojí na rohu ulic Freyova a U Vysočanského pivovaru.

## Historie
Pivovar vznikl až po roce 1749, protože Tereziánský katastr jej k tomuto roku neuvádí. Směnnou smlouvou ze dne 1. června 1860 získal Nadační dům s pivovarem ve Vysočanech nesoucí popisné číslo 1 dominikánský klášter u svatého Jiljí v Praze. Dominikáni vedli pivovar a také jej pronajímali.
Roku 1883 si jej pronajal sládek Karel Spurný, který zde o rok později přistavěl humna a hvozd, sklep, stáje a obytné místnosti. V roce 1887 obdržel úřední povolení k osobnímu provozování živnosti hostinského a po dvou letech získal hostinec povolení k používání tlakostroje. Dne 20. června 1889 byla do obchodního rejstříku c. k. Obchodního soudu v Praze zapsána firma „Karel a Rudolf Spurný, pivovar ve Vysočanech u Prahy“.
Sládek Karel Spurný byl odborník, v roce 1896 ohlásil společně se sládkem Karlem Němotou patent kontrolního přístroje na měření mladiny ve varné pánvi. Byl častým delegátem a zástupcem při jednáních na ministerstvu financí ve Vídni, která se týkala pivovarských zájmů a zájmů malopivovarů. Také napsal řadu odborných pojednání a článků.
Karel Spurný koupil 6. května 1908 pivovar od dominikánů za 180 000 korun i se zahradou, další parcelou, pastvinou a rybníkem. Převzal jej do vlastní režie a původně ruční pivovar zařídil na parní a strojní pohon.
Velká pivovarská zahrada vedle pivovaru byla obehnaná vysokou zdí. Byl v ní rybník, do kterého ústilo rameno Rokytky. Rybník poskytoval v zimě led, ukládaný přímo do pivovarských lednic, a ledování tak bylo velmi levné. Část zahrady byla upravena na způsob anglického parku, v další části byly vysazeny jehličnany a ovocné stromy. Uprostřed zahrady stál šestihranný pavilon a zděná budova, kde se hrávalo loutkové divadlo. Pořádaly se zde zábavy, na zahradě byla veranda a zimní sály, kde se tančilo.
Po roce 1945 v pivovaru sídlily různé instituce. Areál postupně chátral, byla i odbourána jeho část. Po roce 1989 jej získala stavební forma ZUKR, která jej přestavěla na hotel.

## Popis
Roční výstavy se pohybovaly kolem 4000 hl, rekordní výstav byl v sezoně 1911–1912, kdy dosáhl 4973 hl.